# SIE San Diego Studio
SIE San Diego Studio es una empresa desarrolladora de videojuegos estadounidense establecida en el año 2001 con sede en San Diego, California, Estados Unidos. El estudio perteneciente a Sony Interactive Entertainment, de la división SIE Worldwide Studios, y es responsable de desarrollar la serie de videojuegos de la MLB The Show, además de desarrollar otros juegos anteriormente como la serie de la NBA, The Mark of Kri, Pain, High Velocity Bowling y Sport Champions

## Juegos Desarrollados
| Título                           | Fecha                    | Plataforma                                                                |
| -------------------------------- | ------------------------ | ------------------------------------------------------------------------- |
| The Mark of Kri                  | 29 de julio de 2002      | PlayStation 2                                                             |
| NBA 2005                         | 16 de marzo de 2005      | PlayStation Portable                                                      |
| NBA 06                           | 4 de octubre de 2005     | PlayStation 2, PlayStation Portable                                       |
| MLB 06: The Show                 | 28 de febrero de 2006    | PlayStation 2, PlayStation Portable                                       |
| NBA 07                           | 26 de septiembre de 2006 | PlayStaion 2, PlayStation 3, PlayStation Portable                         |
| MLB 07: The Show                 | 26 de febrero de 2007    | PlayStaion 2, PlayStation 3, PlayStation Portable                         |
| NBA 08                           | 2 de octubre de 2007     | PlayStaion 2, PlayStation 3, PlayStation Portable                         |
| Pain                             | 29 de noviembre de 2007  | PlayStation 3                                                             |
| High Velocity Bowling            | 6 de diciembre de 2008   | PlayStation 3                                                             |
| MLB 08: The Show                 | 4 de marzo de 2008       | PlayStaion 2, PlayStation 3, PlayStation Portable                         |
| NBA 09: The Inside               | 7 de octubre de 2008     | PlayStaion 2, PlayStation 3, PlayStation Portable                         |
| MLB 09: The Show                 | 3 de marzo de 2009       | PlayStaion 2, PlayStation 3, PlayStation Portable                         |
| NBA 10: The Inside               | 6 de octubre de 2009     | PlayStation Portable                                                      |
| Pinball Heroes                   | 13 de noviembre de 2009  | PlayStation Portable                                                      |
| MLB 10: The Show                 | 2 de marzo de 2010       | PlayStaion 2, PlayStation 3, PlayStation Portable                         |
| ModNation Racers                 | 19 de mayo de 2010       | PlayStation 3, PlayStation Portable, PlayStation Vita                     |
| Sport Champions                  | 7 de septiembre de 2010  | PlayStation 3                                                             |
| MLB 11: The Show                 | 8 de marzo de 2011       | PlayStaion 2, PlayStation 3, PlayStation Portable                         |
| Medieval Moves: Deadmund´s Quest | 15 de noviembre de 2011  | PlayStation 3                                                             |
| ModNation Reacers: Road Trip     | 22 de febrero de 2012    | PlayStation Vita                                                          |
| MLB 12: The Show                 | 6 de marzo de 2012       | PlayStation Vita, PlayStation 3                                           |
| Sport Champions 2                | 30 de octubre de 2012    | PlayStation 3                                                             |
| LittleBigPlanet Karting          | 6 de noviembre de 2012   | PlayStation 3                                                             |
| MLB 13: The Show                 | 5 de marzo de 2013       | PlayStation Vita, PlayStation 3                                           |
| MLB 14: The Show                 | 1 de abril de 2014       | PlayStation Vita, PlayStation 3, PlayStation 4                            |
| MLB 15: The Show                 | 31 de marzo de 2015      | PlayStation Vita, PlayStation 3, PlayStation 4                            |
| Guns Up!                         | 5 de diciembre de 2015   | PlayStation 4                                                             |
| MLB The Show 16                  | 29 de marzo de 2016      | PlayStation 3, PlayStation 4                                              |
| Kill Strain                      | 19 de julio de 2016      | PlayStation 4                                                             |
| MLB The Show 17                  | 28 de marzo de 2017      | PlayStation 4                                                             |
| Drawn to Death                   | 4 de abril de 2017       | PlayStation 4                                                             |
| StarBlood Arena                  | 11 de abril de 2017      | PlayStation VR                                                            |
| MLB The Show 18                  | 27 de marzo de 2018      | PlayStation 4                                                             |
| MLB The Show 19                  | 26 de marzo de 2019      | PlayStation 4                                                             |
| MLB The Show 20                  | 17 de marzo de 2020      | PlayStation 4                                                             |
| MLB The Show 21                  | 20 de abril de 2021      | PlayStation 4, PlayStation 5, Xbox One, Xbox Series X\|S                  |
| MLB The Show 22                  | 5 de abril de 2022       | PlayStation 4, PlayStation 5, Xbox One, Xbox Series X/S, Nintendo Switch  |
| MLB The Show 23                  | 23 de marzo de 2023      | Playstation 4, PlayStation 5 , Xbox One y Xbox Series X/S Nintendo Switch |
| MLB The Show 24                  | 15 de marzo de 2024      | Playstation4, PlayStation 5 , Xbox One y Xbox Series X/S, Nintendo Switch |
| MLB The Show 25                  | 18 de marzo de 2025      | Playstation 5, Xbox Series X/S, Nintendo Switch                           |